# Historia de la empresa

## Conceptualización
La historia de la empresa o empresarial es el estudio de dos categorías de análisis que se distinguen en cuanto a su metodología y objeto de estudio: la empresa y el empresario. Sin embargo, ambas categorías guardan una estrecha complementariedad entre sus variables y factores. Esta disciplina histórica puede fijar su atención en la evolución de la organización económica o centrar su interés en la investigación de los empresarios, es decir, aquellos actores sociales responsables de la administración de la unidad económica llamada empresa.
La historia de la empresa es una disciplina intermedia entre la historiografía y la ciencia económica, que recientemente ha pasado a convertirse en disciplina académica. 
Tiene como objeto el estudio del desarrollo histórico de la empresa, unidad de producción en el sistema capitalista o en la economía de mercado.
La empresa privada o la empresa pública, la que coincide con la persona del empresario individual, la empresa familiar o las distintas formas de asociación de capitales, desde la societas y compañía medievales a las compañías privilegiadas del mercantilismo, la sociedad anónima y la gran corporación que surge en el siglo XX son, en su surgimiento y devenir histórico, estudiadas por la historia de la empresa.

## Empresa y empresario: algunas nociones teórico-operativas
Difícilmente se puede hacer una historia de las empresas sin la presencia del empresario, ya que la estructura, la estrategia y los resultados no se generan espontáneamente sin el elemento humano; además, una historia empresarial no se puede entender sina complejidad del espacio en dónde opera la propiedad y la gerencia de los recursos humanos o materiales, es decir, sin la empresa.
La empresa juega un papel fundamental en el entramado económico de los productos, precios, mercados, procedimientos comerciales, industrialización, venta y publicidad. Sin embargo, su estudio debe de matizarse según su temporalidad y espacialidad, pues, aunque haya dinamizado de manera deslumbrante desde finales del siglo XIX, sus nociones y elementos constitutivos como organización económica tienen lugar a lo largo de la historia.
La naturaleza de la empresa, su crecimiento y su conformación tienen como eje rector y articulador al empresario, el cual interviene frente al mercado a través de transacciones, y frente a instituciones sociales con facultades normativas. De acuerdo con Coase, las transacciones efectuadas por la empresa en un determinado mercado son tratadas de distinta manera por los gobiernos y sus autoridades reguladoras. En este sentido, la empresa tiende a crecer conforme el empresario es capaz de organizar un elevado número de transacciones que se diversifican en cuanto a clase y lugar. Asimismo, otra institución social que ha sido históricamente clave en el desempeño de la empresa y en la configuración del empresariado es la familia, la cual es “decisiva para la regulación del sistema de poder y de la autoridad desarrollada en las empresas”.
Además de buscar la optimización del capital y la consolidación de la capacidad productiva y publicitaria, la empresa puede ser capaz de reunir, cotejar y vender información, proporcionar bienes y rendimientos, e invertir. “Una empresa cosiste en un sistema de relaciones que se desarrolla cuando la administración de los recursos depende de un empresario”. Este individuo es “el instrumento de supervisión utilizado cuando la producción conjunta en equipo está presente”
La empresa es un sistema económico que genera producción, distribución y consumo (a pequeña o gran escala) por medio de la explotación de posibilidades de venta y de la satisfacción –indispensable o no− de algún bien, servicio o pedido cuya recepción garantiza cierta cobertura de un mercado. Su funcionamiento aspira a completar exitosamente el proceso eficiente y regular que exige la oferta y la demanda (la primera en cuanto a calidad y precio, y la segunda respecto al cliente), de ahí persiste “la voluntad de agrupar bajo una única dirección el control del capital y de la gestión; [y] la preocupación constante por la perfección del artículo mediante una continua mejora de las técnicas”.
En una economía de intercambio especializada la empresa puede obtener ahorro mediante el equilibrio de recursos y costos. Consecuentemente, su capacidad de inversión puede crecer e incidir en otros sectores y ámbitos, algunos relacionados total o parcialmente con el principal sector de la empresa, mientras que otros no. Esta transición implica para la empresa mayor grado de competencia con otras similares o de mayor envergadura, incluso sometiéndola a un ambiente de confrontación por medio del espionaje corporativo, la originalidad industrial y comercial (registro de patentes y marcas), estrategias publicitarias, innovación constante, optimización de los recursos, etc. Según Coase, la empresa tiende a crecer cuando análogamente disminuyen las probabilidades de error, incrementan las transacciones organizadas y se desacelera el precio de oferta de los factores productivos de las unidades más grandes

## Breve recuento histórico de la empresa
El antecedente más tangible de la empresa se relaciona con: la organización comercial y fabril de la Edad Media (Societas y Compagnias), los cambios de pensamiento e innovaciones instrumentales (científicas y tecnológicas) y la complejidad productiva que despuntó con la Revolución Industrial.
Entre los siglos XVI y XVIII fueron representativas las compañías privilegiadas también denominadas sociedades mercantiles con cédula real, las cuales recibían el patrocinio público del Estado y privado de los mercaderes o accionistas para explotar monopólicamente los territorios del nuevo mundo o un mercado específico. Este tipo de empresas asumían una responsabilidad limitada y un riesgo de inversión, especialmente ante la pérdida del cargamento. La Compañía Holandesa de Indias Orientales y la Compañía Británica del Mar del Sur son un claro ejemplo de estas organizaciones económicas.
Hacia la segunda mitad del siglo XVIII y primera del XIX tuvo lugar la Revolución Industrial, una de las primeras fases de transformación del ritmo de producción, primero en Inglaterra y Escocia, y posteriormente en Europa central y Estados Unidos. Durante este periodo adquirieron mayor relevancia las compañías comerciales, industriales y de transportes, y poco a poco las sociedades anónimas constituidas legalmente bajo registro.